# (7692) Edhenderson
(7692) Edhenderson – planetoida z grupy pasa głównego asteroid okrążająca Słońce w ciągu 5 lat i 256 dni w średniej odległości 3,19 j.a. Została odkryta 2 marca 1981 roku w Siding Spring Observatory w Australii przez Schelte Busa. Nazwa planetoidy pochodzi od Edwarda P. Hendersona (1898-1992), kuratora meteorytów na Smithsonian Institution. Przed nadaniem nazwy planetoida nosiła oznaczenie tymczasowe (7692) 1981 EZ25.